# Венець (Бургаська область)
Вене́ць (болг. Венец) — село в Бургаській області Болгарії. Входить до складу общини Карнобат.

## Населення
За даними перепису населення 2011 року у селі проживала 251 особа.
Національний склад населення села:
| Національність   | Кількість осіб | Відсоток |
| ---------------- | -------------- | -------- |
| болгари          | 209            | 83,3%    |
| цигани           | 30             | 12,0%    |
| турки            | 5              | 2,0%     |
| інша             | 4              | 1,6%     |
| не визначились   | 3              | 1,2%     |
| Всього відповіли | 251            |          |

Розподіл населення за віком у 2011 році:
Динаміка населення: